# Kontrolowany lot ku ziemi
Kontrolowany lot ku ziemi (ang. controlled flight into terrain, CFIT, akronimu polskiego nie stosuje się) – rodzaj wypadku, w którym pilot nieumyślnie sprowadza do poziomu ziemi (wody) sprawną pod względem technicznym maszynę.

## Opis
Termin został ukuty przez inżynierów Boeing Company w późnych latach 70. XX wieku. W trakcie kontrolowanego lotu ku ziemi piloci nie są świadomi grożącego im i pilotowanemu statkowi powietrznemu niebezpieczeństwa. Kiedy posiądą tę wiedzę, jest już zazwyczaj za późno na uratowanie się.
Głównym czynnikiem powodującym CFIT jest czynnik ludzki – zmęczenie, utrata świadomości, dezorientacja pilota, zwłaszcza w sytuacji pojawienia się znacznego ograniczenia widoczności i znaczących różnic w ukształtowaniu rzeźby terenu. CFIT często występuje przy podchodzeniu do lądowania, tuż przy lotnisku. Inną jego przyczyną może być niezauważalna dla pilotów awaria maszyny lub błędna kalibracja urządzeń pokładowych.
Ograniczenie ryzyka wystąpienia CFIT jest możliwe dzięki szkoleniu i treningom, a także ścisłemu przestrzeganiu procedur. Ponadto istnieje możliwość wyposażenia statku powietrznego w systemy ostrzegania o zbliżaniu się do ziemi, działające w oparciu o radiowysokościomierze i GPS. Dla zapewnienie bezpieczeństwa lotu i ułatwienia pracy pilotom wprowadzono tzw. minimalną wysokość bezwzględną (Area Minimum Altitude – AMA). Piloci, na podstawie ogólnej znajomości położenia samolotu, posiadają wiedzę o minimalnej bezwzględnej wysokości lotu którą muszą zachować aby uniknąć zderzenia z ziemią.